# Pré-adamismo
O pré-adamismo é uma teoria apresentada em meados do século XVII por Isaac de La-Peyrère, calvinista e cavalheiro da Casa de Luís II de Bourbon-Condé, em um livro publicado em 1655 intitulado Praeadamitae.
Segundo La Peyrère, Adão não teria sido o primeiro homem, mas apenas o tronco do povo hebreu, e que antes de Adão a Terra já era povoada. A teoria era fundamentada em algumas expressões do livro do Gênesis e numa passagem do capítulo V da Epístola aos Romanos, de Paulo de Tarso.
Posteriormente, La Peyrère retratou-se do que havia afirmado e abjurou do calvinismo.